# Österrike i olympiska sommarspelen 1996
Österrike deltog i de olympiska sommarspelen 1996 med en trupp bestående av 72 deltagare, som totalt tog 3 medaljer.

## Cykling

### Landsväg
Damernas linjelopp
- Tanja Klein
  - Final — 02:37:06 (→ 22:e plats)

Damernas tempolopp
- Tanja Klein
  - Final — 42:03 (→ 23:e plats)

### Bana
Herrarnas poänglopp
- Franz Stocher
  - Final — 5 poäng (→ 12:e plats)

### Mountainbike
Herrarnas terränglopp
- Ernst Denifl
  - Final — 2:45:34 (→ 28:e plats)

## Friidrott
Men's 1,500 metres
- Werner Edler-Muhr
  - Kval — 3:45,02 (→ gick inte vidare)

- Thomas Ebner
  - Kval — 3:48,38 (→ gick inte vidare)

Women's Long Jump
- Lyudmila Ninova
  - Kval — NM (→ gick inte vidare)

Women's High Jump
- Sigrid Kirchmann
  - Kval — startade inte (→ ingen placering)

## Fäktning
Herrarnas florett
- Benny Wendt
- Michael Ludwig
- Marco Falchetto

Herrarnas florett, lag
- Benny Wendt, Marco Falchetto, Michael Ludwig

## Simhopp
Herrarnas 3 m
- Richard Frece
  - Kval — 365,73
  - Semifinal — 197,91 (→ gick inte vidare, 14:e plats)

Damernas 10 m
- Anja Richter
  - Kval — 266,13
  - Semifinal — 160,83
  - Final — 247,62 (→ 11:e plats)